# Chetostoma japonicum
Chetostoma japonicum är en tvåvingeart som först beskrevs av Ito 1949.  Chetostoma japonicum ingår i släktet Chetostoma och familjen borrflugor. Inga underarter finns listade i Catalogue of Life.